# Vendlincourt
Vendlincourt ist eine politische Gemeinde im Distrikt Porrentruy des Kantons Jura in der Schweiz. Der frühere deutsche Name Wendlinsdorf wird heute nicht mehr verwendet.

## Geographie
Vendlincourt liegt auf 448 m ü. M., 7 km nordöstlich des Bezirkshauptorts Porrentruy (Luftlinie). Das Haufendorf erstreckt sich in einer Mulde im Quellgebiet des Baches Vendline, in der Ajoie (deutsch Elsgau).
Die Fläche des 9,1 km² grossen Gemeindegebiets umfasst die Talniederung im Quellgebiet der Vendline. Im Westen reicht das Gebiet auf die leicht gewellte, offene Tafeljurahochfläche der Ajoie zwischen der Coeuvatte und der Vendline. Nach Osten erstreckt sich das Gemeindegebiet in die ausgedehnten Wälder von Le Chêtre. Den südlichen Abschnitt nehmen die Höhen von Bois Juré, mit 541 m ü. M. der höchste Punkt von Vendlincourt, und Sur la Charmille (522 m ü. M.) ein. Von der Gemeindefläche entfielen 1997 6 % auf Siedlungen, 38 % auf Wald und Gehölze und 56 % auf Landwirtschaft.
Zu Vendlincourt gehören mehrere Einzelhöfe. Nachbargemeinden von Vendlincourt sind Basse-Vendline, Damphreux-Lugnez, Coeuve, Alle und La Baroche im Kanton Jura sowie Levoncourt und Courtavon im angrenzenden Frankreich.

## Bevölkerung
Mit 547 Einwohnern (Stand 31. Dezember 2023) gehört Vendlincourt zu den mittelgrossen Gemeinden des Kantons Jura. Von den Bewohnern sind 91,7 % französischsprachig, 4,5 % deutschsprachig und 1,6 % italienischsprachig (Stand 2000). Die Bevölkerungszahl von Vendlincourt belief sich 1850 auf 644 Einwohner, 1900 auf 794 Einwohner. Danach wurde bis 1980 eine deutliche Abnahme auf 554 Personen verzeichnet. Seither gab es nur noch geringe Schwankungen.

## Wirtschaft
Vendlincourt ist dank der fruchtbaren Böden in der Umgebung ein landwirtschaftlich geprägtes Dorf. Eine grosse Sägerei bietet zahlreiche Arbeitsplätze. Ferner ist von der im 19. Jahrhundert bedeutenden Uhrenindustrie ein Unternehmen für die Herstellung von Uhrengehäusen übriggeblieben. Viele Erwerbstätige sind jedoch Wegpendler und arbeiten in der Region Porrentruy.

## Verkehr
Die Gemeinde liegt an der Kantonsstrasse, die von Porrentruy nach Bonfol und weiter nach Seppois-le-Haut in Frankreich verläuft. Am 14. Juli 1901 wurde die Eisenbahnlinie Porrentruy–Bonfol der Chemins de fer du Jura mit einem Bahnhof in Vendlincourt eröffnet.

## Geschichte

Luftbild (1950)

Seine erste Erwähnung findet das Dorf 1136 als Wandeleincurt. 1139 wurde dem Kloster Saint-Ursanne Grundbesitz in Wandelencurt bestätigt, und später erscheinen auch die Bezeichnungen Wandelencurtl (1230) und Wendelsdorf (1266). Der Ortsname geht vermutlich auf das Gehöft eines Germanen namens Wandalin zurück.
Vendlincourt teilte die wechselvolle Geschichte der Ajoie, die 1271 zum ersten Mal an das Fürstbistum Basel kam. Vom 16. bis zum 18. Jahrhundert unterstand das Dorf dem Meieramt Coeuve. Von 1793 bis 1815 gehörte Vendlincourt zu Frankreich und war anfangs Teil des Département du Mont-Terrible, ab 1800 mit dem Département Haut-Rhin verbunden. Durch den Entscheid des Wiener Kongresses kam der Ort 1815 an den Kanton Bern und am 1. Januar 1979 an den neu gegründeten Kanton Jura. 1832 war Vendlincourt während drei Tagen durch Truppen des Kantons Bern besetzt, weil die Gemeinde sich auf die Seite des Klerus stellte, der den Eid auf die liberale Verfassung nicht schwören wollte.

## Persönlichkeiten
- Robert Boinay (1918–1988), Maler, Zeichner und Holzschneider

## Sehenswürdigkeiten
Die Pfarrkirche Saint-Léger wurde 1817 unter Einbezug eines älteren Turms erbaut; 1985–86 fand eine umfassende Renovation statt. Vor dem Bau dieser Kirche gehörte Vendlincourt bis 1619 zur Pfarrei Damphreux, danach bis 1816 zur Pfarrei Bonfol. Im Ortskern sind noch einige charakteristische Bauernhäuser aus dem 18. und 19. Jahrhundert erhalten.

## Bilder

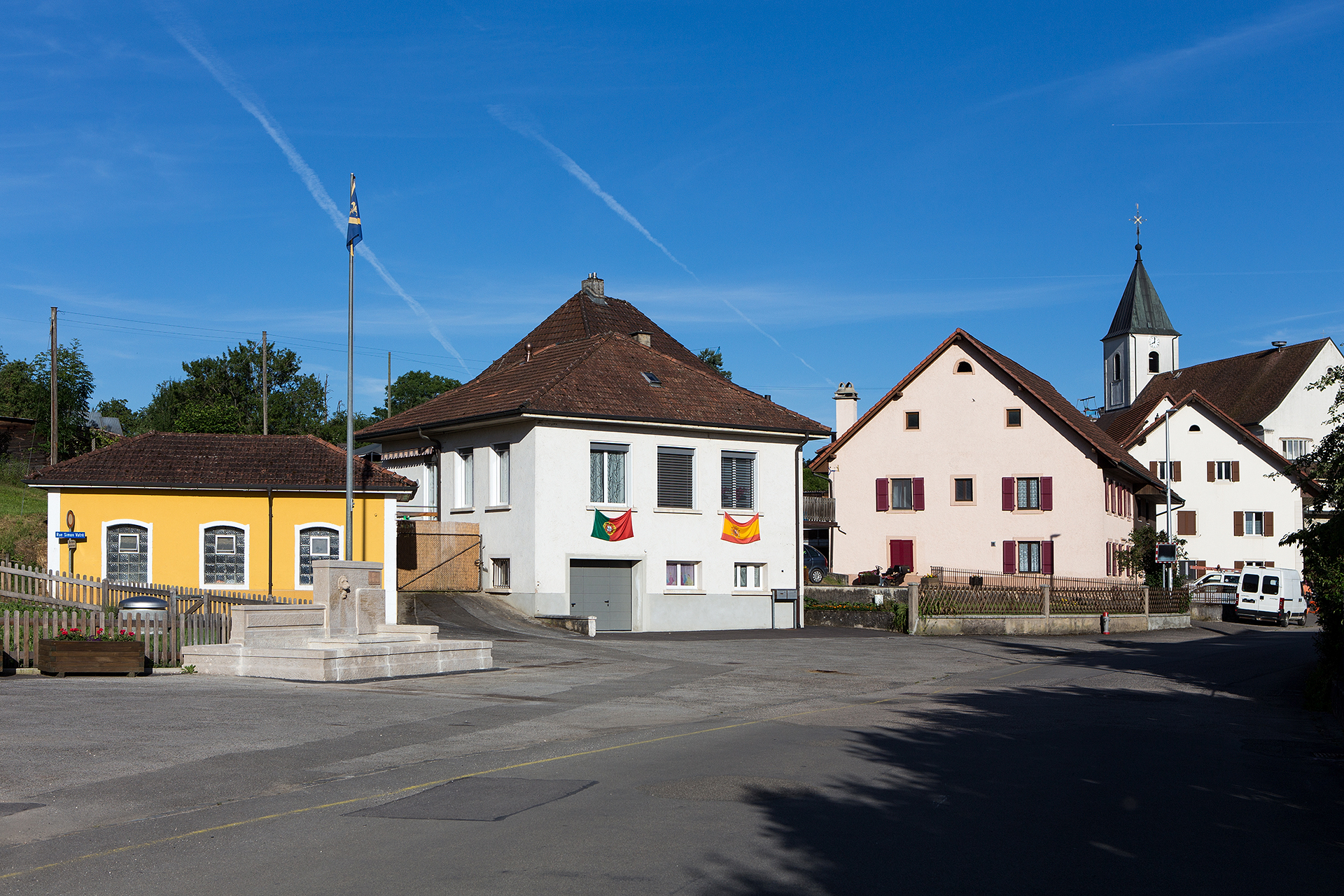
Dorfmitte
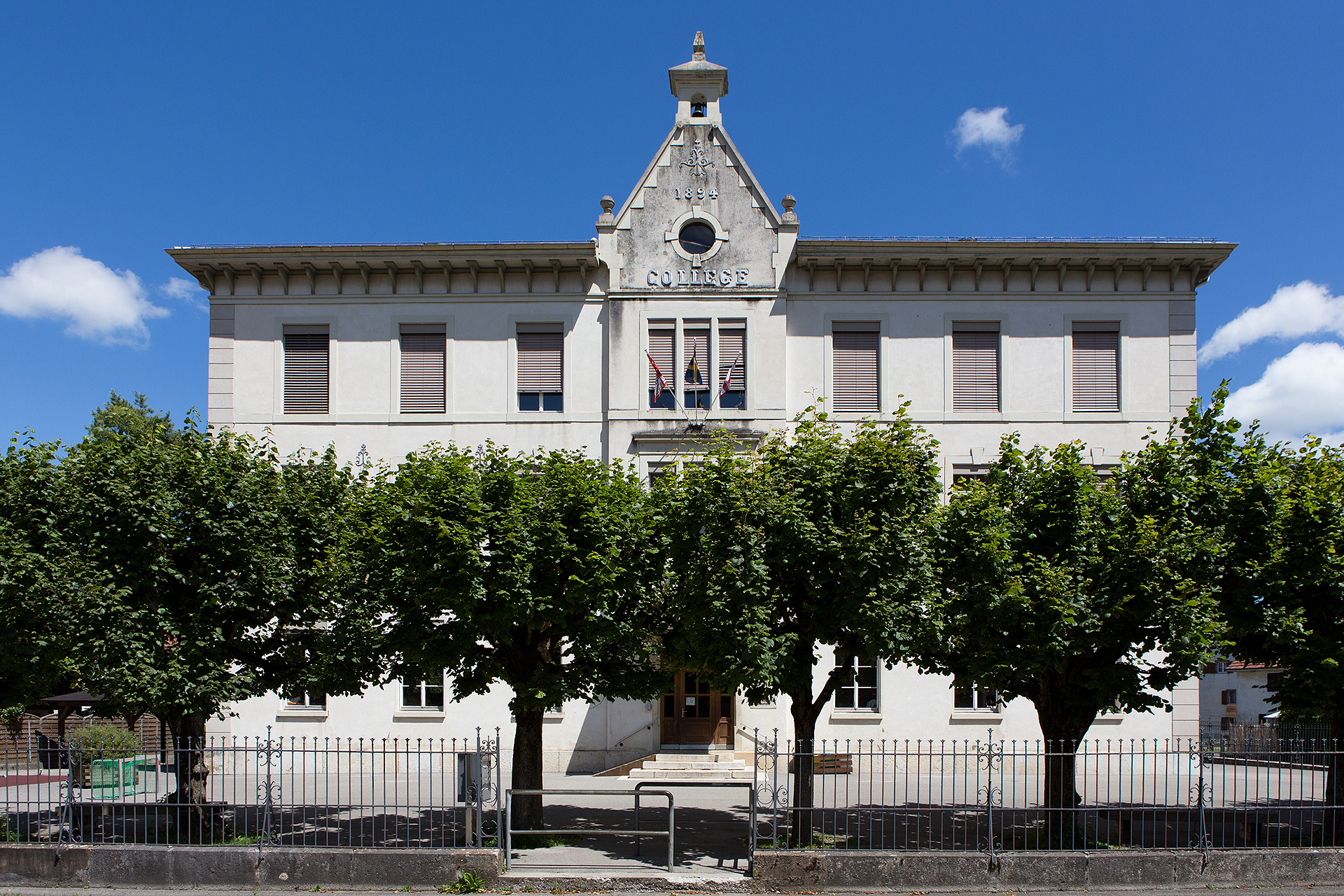
Schulhaus und Gemeindeverwaltung
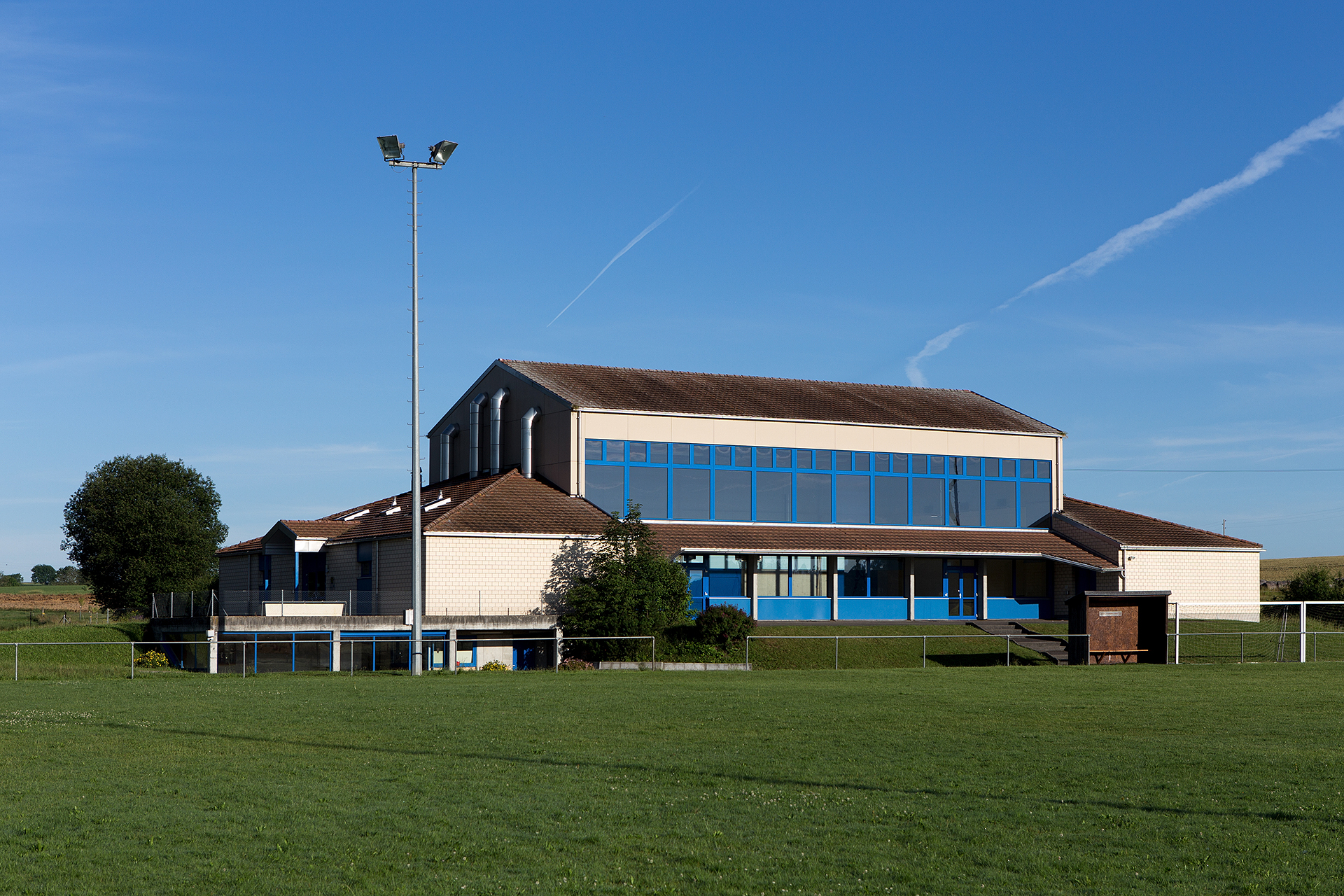
Mehrzweckhalle
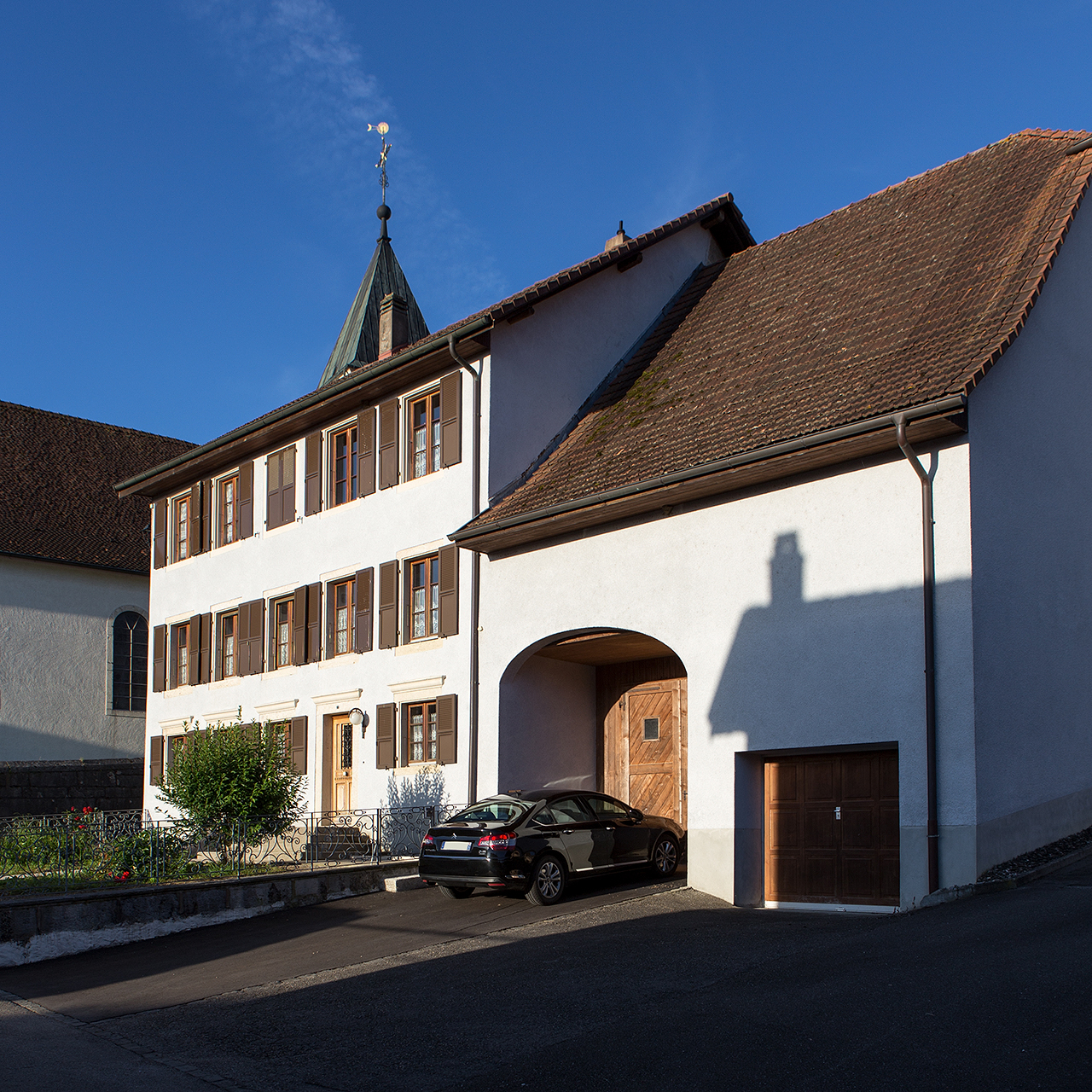
Rue de l’Eglise
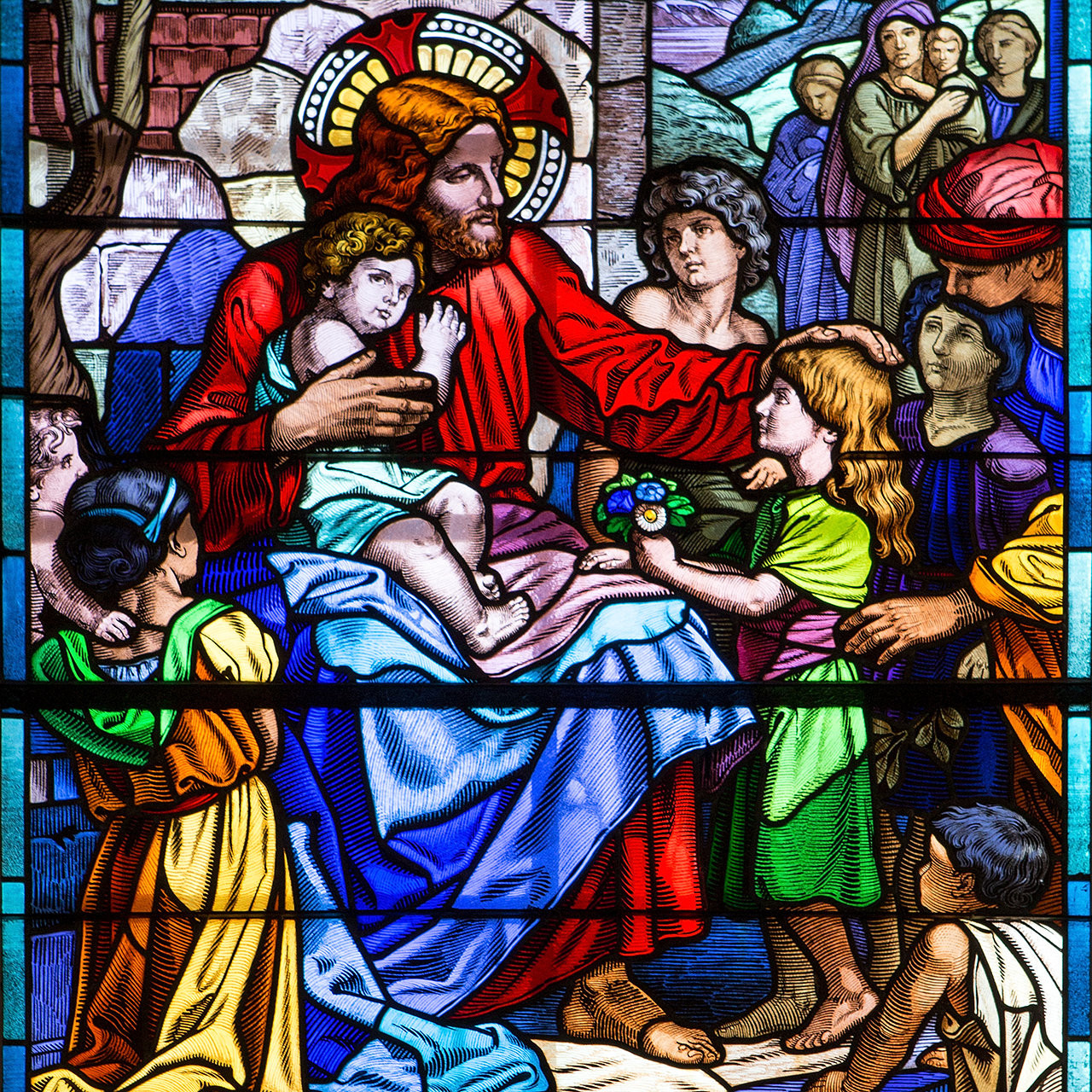
Ausschnitt eines Kirchenfensters
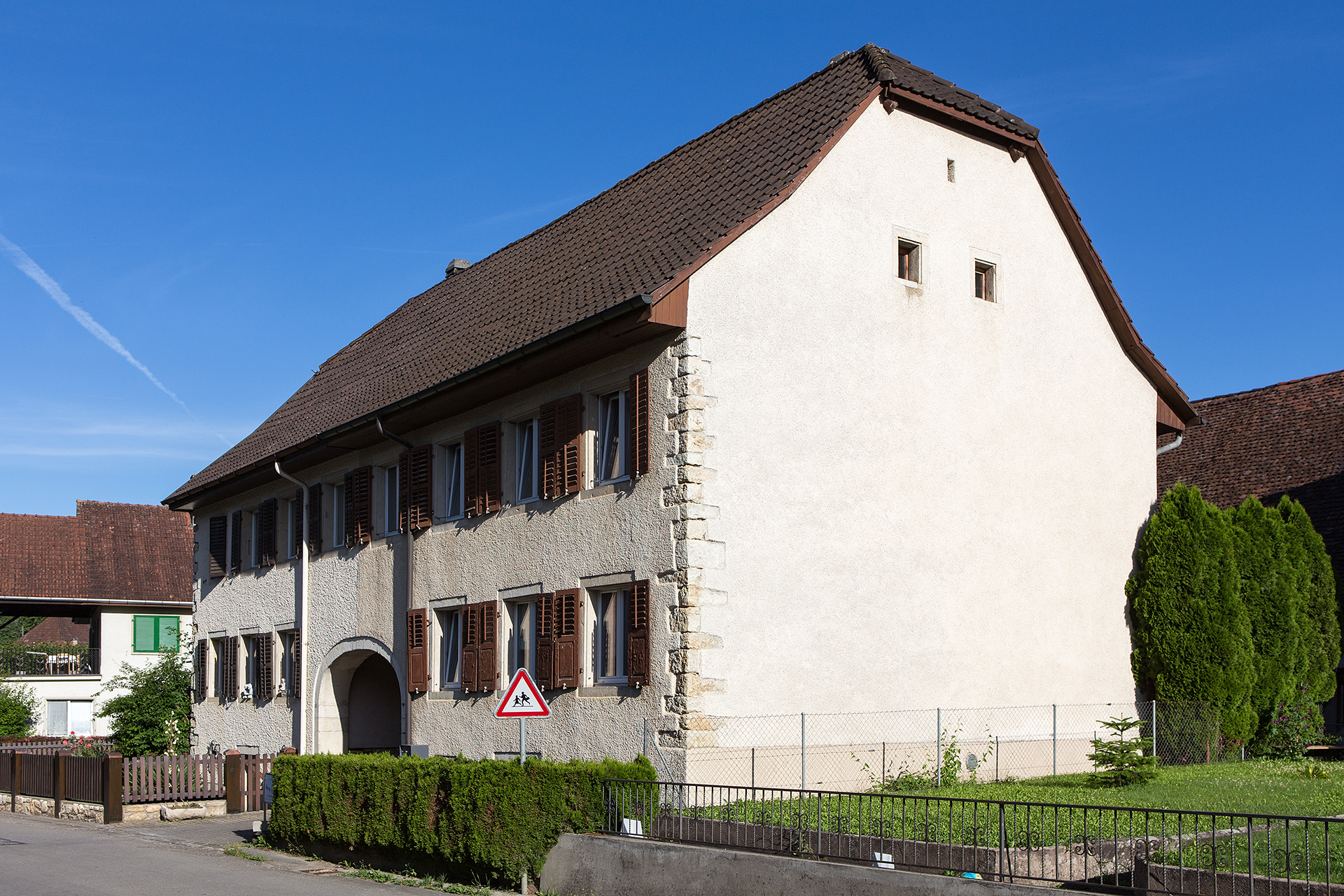
Route Principale
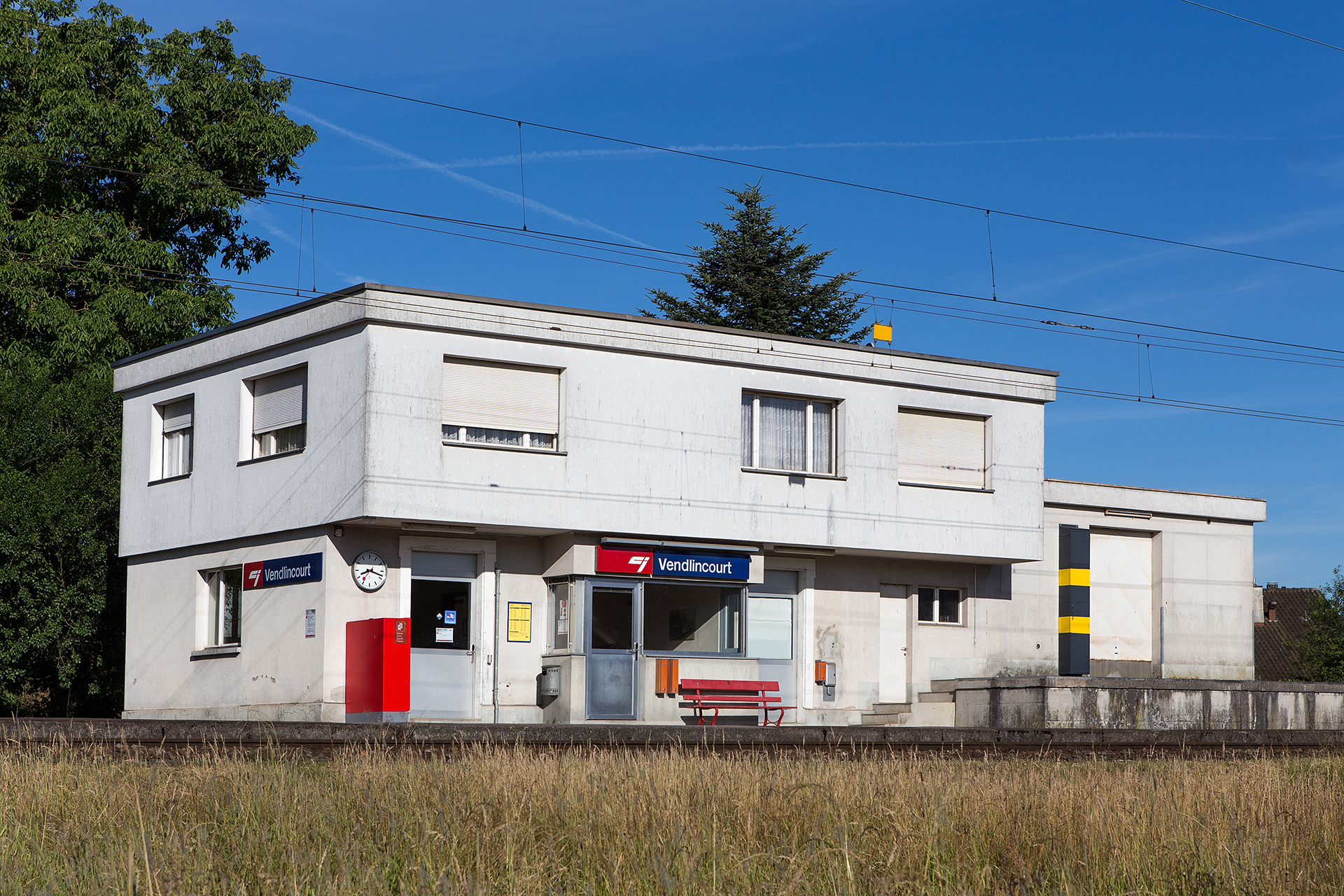
Bahnhof
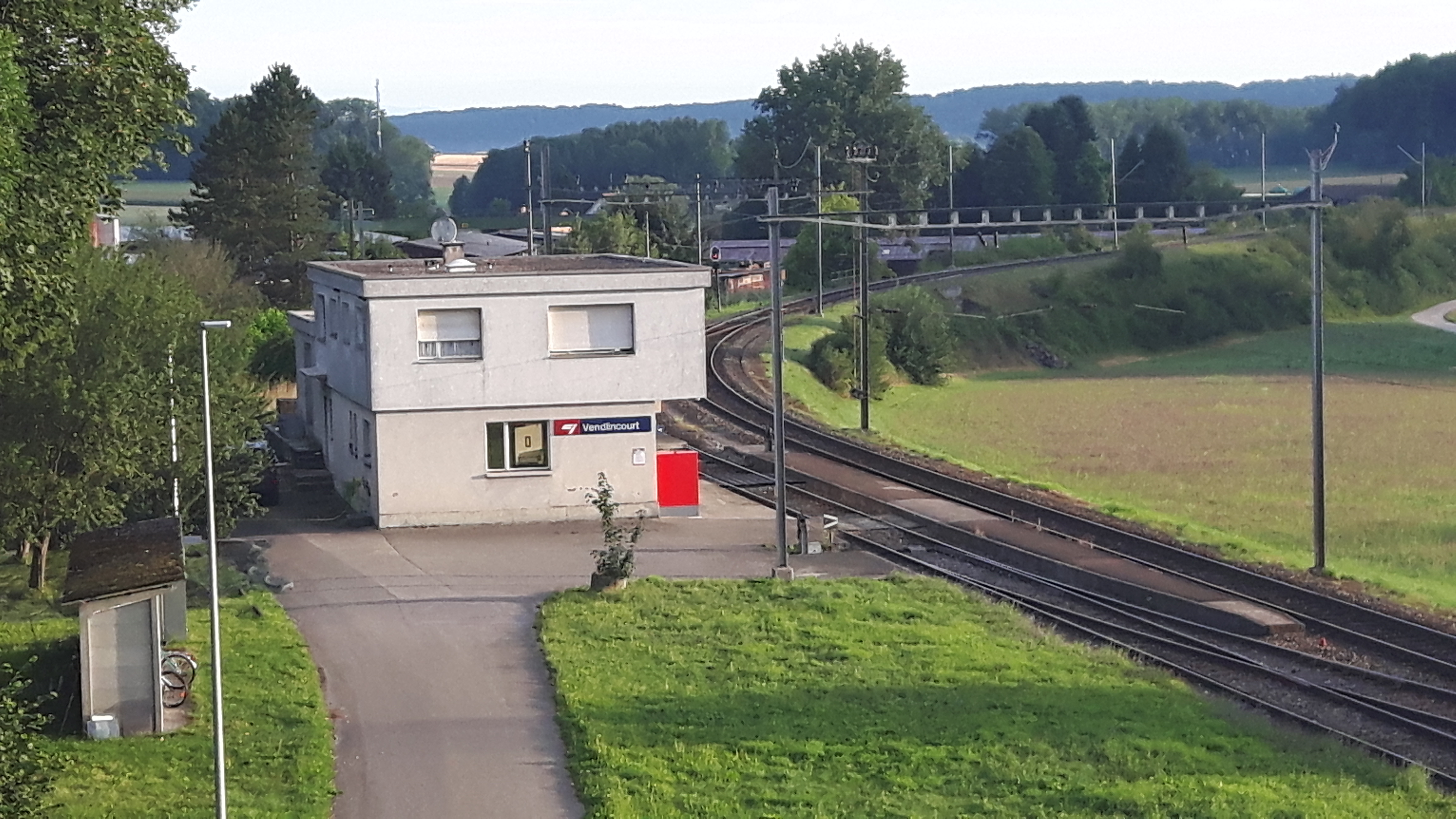
Bahnhof